# Castelo Ballinbreich

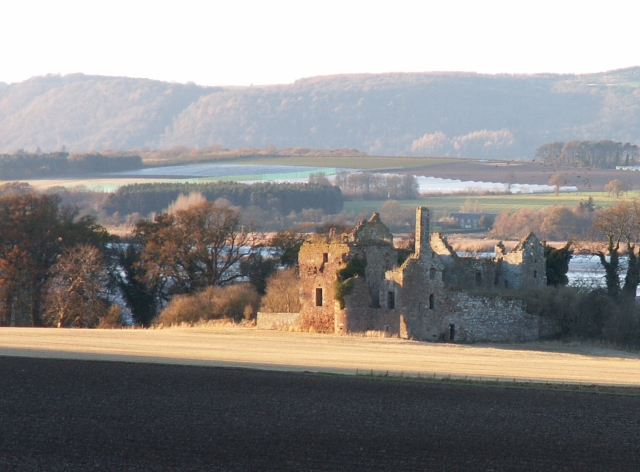
Castelo Ballinbreich, Escócia.

O Castelo Ballinbreich (em inglês:  Ballinbreich Castle) é um castelo do século XIV atualmente em ruínas localizado em Flisk, Fife, Escócia.
Encontra-se classificado na categoria "A" do "listed building" desde 8 de agosto de 1973.